# Delphi (Washington)
Delphi az Amerikai Egyesült Államok északnyugati részén, Washington állam Thurston megyéjében elhelyezkedő önkormányzat nélküli település.
Delphi postahivatala 1892 és 1923 között működött. A név jelentése „az istenek lakhelye”.

## Fordítás
- Ez a szócikk részben vagy egészben  a   Delphi, Washington című angol Wikipédia-szócikk ezen változatának fordításán alapul.  Az eredeti cikk szerkesztőit annak laptörténete sorolja fel. Ez a jelzés csupán a megfogalmazás eredetét és a szerzői jogokat jelzi, nem szolgál a cikkben szereplő információk forrásmegjelöléseként.